# Allochalcis poeta
Allochalcis poeta är en stekelart som först beskrevs av Girault 1934.  Allochalcis poeta ingår i släktet Allochalcis och familjen bredlårsteklar. Inga underarter finns listade i Catalogue of Life.